# Gilles Lelievre
Gilles Lelievre es un deportista francés que compitió en piragüismo en la modalidad de eslalon. Ganó tres medallas de oro en el Campeonato Mundial de Piragüismo en Eslalon entre los años 1987 y 1991.

## Palmarés internacional
| Campeonato Mundial | Campeonato Mundial            | Campeonato Mundial | Campeonato Mundial |
| Año                | Lugar                         | Medalla            | Competición        |
| ------------------ | ----------------------------- | ------------------ | ------------------ |
| 1987               | Bourg-Saint-Maurice (Francia) | Medalla de oro     | C2 por equipos     |
| 1989               | Río Savage (Estados Unidos)   | Medalla de oro     | C2 por equipos     |
| 1991               | Tacen (Yugoslavia)            | Medalla de oro     | C2 por equipos     |